# گیوم پونسل
گیوم پونسل (انگلیسی: Guillaume Poncelet؛ زادهٔ ۱۹۷۸) نوازنده پیانو و ترومپت اهل فرانسه است.